# Bác Hồ, Bayingolin
Bác Hồ (tiếng Trung: 博湖县; bính âm: Bóhú Xiàn; Uyghur: باغراش ناھىيىسى‎, ULY:  Baƣrax Nah̡iyisi, UPNY: Baghrash Nahiyisi?) là một huyện của Châu tự trị dân tộc Mông Cổ Bayin'gholin, khu tự trị Tân Cương, Trung Quốc.

### Trấn
- Bác Hồ (博湖镇)
- Bản Bố Đồ (本布图镇)

### Hương
- Tháp Ôn Giáp Khải (塔温觉肯乡)
- Ô Lan Tái Cách Sâm (乌兰再格森乡)
- Tài Khảm Nặc Nhĩ (才坎诺尔乡)
- Tra Can Nặc Nhĩ (查干诺尔乡)
- Bác Tư Đằng Hồ (博斯腾湖乡)

### Khác
- Binh đoàn 25